# الف یانگ
الف یانگ (به انگلیسی: Alf Young) بازیکن فوتبال زادهٔ ۴ نوامبر ۱۹۰۵ اهل کشور انگلستان بود که سابقهٔ بازی در تیم ملی فوتبال انگلستان را در کارنامهٔ خود دارد. وی در تاریخ ۱۶ نوامبر ۱۹۳۲ نخستین بازی ملی خود را در مقابل تیم ملی فوتبال ولز انجام داد و با حضور در ۹ بازی ملی، در تاریخ ۲۲ اکتبر ۱۹۳۸ واپسین بازی ملی‌اش را در برابر تیم ملی فوتبال ولز برگزار کرد.